# USS Machias (PG-5)
O USS Machias foi uma canhoneira equipada com escuna, foi estabelecido em fevereiro de 1891 pela Bath Iron Works em Bath. Ela foi lançada em 8 de dezembro de 1891. Ela foi patrocinada pela senhorita Ethel Hyde, filha do presidente de Bath Iron Works e comissionada em 20 de julho de 1893 no Portsmouth Navy Yard em Kittery. O seu comandante era Charles J. Train.